# Tabare
Tabare (Tabajari), ogranak Cariña ili Galibi Indijanaca iz Venezuele čija populacija iznosi oko 1.800. Njihov jezik dijalekt je karipskog, ali o njemu i o njima nema nikakvih drugih podataka.